# María Eugenia Capuchetti
María Eugenia Capuchetti (Argentina) es una abogada argentina, quien ejerce como jueza federal del Juzgado Nacional en lo Criminal y Correccional Federal N.º 5.

## Biografía
María Eugenia Capuchetti es hija de Carlos Alberto Capuchetti, quien fue un controvertido  comisario de la Policía Federal Argentina. María Eugenia estudió derecho en la Universidad del Museo Social Argentino, graduándose en 1996.
Mientras estudiaba, comenzó su carrera en el poder judicial en 1993, cuando fue auxiliar administrativa en el Juzgado Criminal y Correccional Federal N°8, reemplazando a Jorge Urso.
Cuatro años después pasó al Juzgado N°12, a cargo de María Romilda Servini, donde fue secretaria hasta 2013.
Posteriormente asumió la Dirección de la Oficina de Enlace con Organismos Oficiales del Ministerio Público Fiscal de la Ciudad Autónoma de Buenos Aires.

### Magistrada
Capuchetti se presentó a concurso como jueza federal y su pliego fue enviado al Senado en noviembre de 2018 por el entonces presidente Mauricio Macri, resultando aprobado el 16 de abril de 2019 con el apoyo de las bancadas de Cambiemos y del Peronismo Federal. Actualmente está a cargo del Juzgado Nacional en lo Criminal y Correccional Federal N.º 5, convirtiéndose en la segunda magistrada mujer a cargo de uno de los doce juzgados de primera instancia de Comodoro Py.
Estuvo encargada de la causa por la supuesta venta ilegal del Grupo Indalo, donde sobreseyó al empresario Cristóbal López y a Fabián de Souza en 2019, y de la causa Mesa Judicial, relacionada con supuestas presiones de exfuncionarios y allegados al gobierno de Mauricio Macri, sobreseyendo al expresidente Macri, a su asesor Fabián Rodríguez Simón, al exministro de Justicia Germán Garavano y al exsecretario de Legal y Técnica Pablo Clusellas en 2024, declarando inexistencia de delitos; decisión que se anunció que sería apelada por el fiscal Franco Picardi.
También estuvo a cargo de la investigación relacionada al intento de asesinato a Cristina Fernández de Kirchner por parte de Fernando Sabag Montiel hasta noviembre de 2023, cuando le transfirió el caso al fiscal Carlos Rívolo, después de que la expresidenta pidiera que fuera apartada del caso por «irregularidades y arbitrariedades» como el borrado del celular de Sabag Montiel y su «inacción» al no resolverse la investigación a un año del atentado.
Actualmente se encuentra encargada del caso del vacunatorio VIP en el Ministerio de Salud de Argentina.

## Controversias
En 2022 fue denunciada ante el Consejo de la Magistratura  por Liurgo Antonio Edgardo bajo el expediente N.º 190/22.
El 6 de enero de 2023 el entonces ministro de Justicia y Derechos Humanos, Martín Soria, denunció que Capuchetti cobraba desde 2019 un sueldo del Instituto Superior de Seguridad Pública de la ciudad de Buenos Aires como «investigadora», incompatible con su rol de jueza según el Decreto-Ley 1285/58.
El 16 de agosto de 2024 fue denunciada ante el Consejo de la Magistratura por un grupo de diputados de Unión por la Patria  por su mal desempeño en la investigación del intento de asesinato a Cristina Fernández de Kirchner, donde se la acusa de violar la cadena de custodia ordenando el borrado  del teléfono de Fernando André Sabag Montiel, provocando un daño irreparable en la investigación. Se solicitó la remoción de su cargo y la inmediata suspensión en sus funciones por no ser considerada apta para las mismas.
El 12 de noviembre de 2024 fue denunciada ante el AFIP  bajo el número de expediente 408267 por el presunto cobro de sobornos en los tribunales de Comodoro Py y otras irregularidades financieras, como poseer cuentas en los bancos no auditados por AFIP (Banco Galicia y Banco Ciudad) cuyos movimientos superan ampliamente los ingresos legales declarados por la jueza.